# Lakinsk
Lakinsk (en russe : Лакинск) est une ville de l'oblast de Vladimir, en Russie. Sa population s'élevait à 12 861 habitants en 2021.

## Géographie
Lakinsk est située sur la rive gauche de la rivière Kliazma, à 32 km au sud-ouest de Vladimir et à 149 km à l'est-nord-est de Moscou.

## Histoire
Le village d’Oundol (Ундол) sur le site de l'actuelle ville de Lakinsk est connu depuis la fin du XVe siècle. En 1889, une usine textile de filature-tissage fut mise en service près du village, qui se développa en même temps que l'usine. En 1927, le village fut renommé Lakinski (Лакинский) en l'honneur du responsable local du Parti communiste, M. I. Lakina (1876-1905). Elle reçut le statut de ville en 1969 et prit alors le nom de Lakinsk.

## Population
Recensements (*) ou estimations de la population
| 1926* | 1939* | 1959* | 1970*  | 1979*  |
| ----- | ----- | ----- | ------ | ------ |
| 2 308 | 7 200 | 9 844 | 15 077 | 17 493 |

| 1989*  | 2002*  | 2010*  | 2012   | 2013   |
| ------ | ------ | ------ | ------ | ------ |
| 18 918 | 17 086 | 15 715 | 15 494 | 15 275 |

| 2021*  | - | - | - | - |
| ------ | - | - | - | - |
| 12 861 | - | - | - | - |

## Transports
Lakinsk se trouve sur la route M7 – E22 entre Moscou (153 km) et Vladimir (32 km).